# José Alejandro Castaño Arbeláez

Bischofswappen von José Alejandro Castaño Arbelaez

José Alejandro Castaño Arbeláez OAR (* 1. April 1945 in La Ceja, Kolumbien) ist ein kolumbianischer Ordensgeistlicher und emeritierter römisch-katholischer Bischof von Cartago.

## Leben
José Alejandro Castaño Arbeláez trat der Ordensgemeinschaft der Augustiner-Rekollekten bei und empfing am 8. Dezember 1971 die Priesterweihe.
Papst Benedikt XVI. ernannte ihn am 13. November 2006 zum Weihbischof in Cali und Titularbischof von Castellum Tatroportus. Der Apostolische Nuntius in Kolumbien, Erzbischof Beniamino Stella, spendete ihm am 27. Januar des nächsten Jahres die Bischofsweihe; Mitkonsekratoren waren Juan Francisco Sarasti Jaramillo CIM, Erzbischof von Cali, und Héctor Javier Pizarro Acevedo OAR, Apostolischer Vikar von Trinidad. Als Wahlspruch wählte er Servi vestri sumus.
Am 21. Oktober 2010 wurde er zum Bischof von Cartago ernannt und am 27. November desselben Jahres in das Amt eingeführt.
Am 31. Oktober 2020 nahm Papst Franziskus seinen altersbedingten Rücktritt an.